# Bloedneus
Een bloedneus is een interne bloeding van de neus. De medische benaming, afkomstig uit het Grieks, is epistaxis, wat zoiets als erop druppelen betekent. De bloeding wordt doorgaans snel opgemerkt, omdat het bloed uit de neusgaten druppelt.

## Oorzaken
Een bloedneus kan verschillende oorzaken hebben. Vaak is de neus gestoten of zelfs gebroken, maar vooral op grotere hoogten kunnen de kleine bloedvaten knappen door het drukverschil en zo een bloedneus veroorzaken. Ook kan de neus van binnen beschadigd zijn, bijvoorbeeld door neuspeuteren.

## Behandeling

### Zelf behandelen
Doorgaans stopt het bloeden vanzelf wanneer het bloed begint te stollen, en is een medische behandeling niet noodzakelijk. Men dient de neus eenmalig goed uit te snuiten; het vervolgens uitoefenen van druk op de neus, door te knijpen, zou het stollen moeten bevorderen. De meningen zijn erover verdeeld of deze druk op de brug van de neus, of op het vlezige gedeelte moet worden uitgeoefend. De positie van het hoofd is normaal recht, omdat bij het hoofd achterover houden het bloed het spijsverteringskanaal inloopt, hetgeen misselijkheid en overgeven kan veroorzaken. Bij het hoofd voorover houden, komt er te veel druk op de neus.

### Behandeling door een arts
Het Nederlands Huisartsen Genootschap adviseert patiënten naar de huisarts te gaan als het bloeden doorgaat nadat men tien minuten de neus dichtgeknepen heeft, als men bloedverdunnende medicijnen gebruikt en weleens een bloedneus heeft, of als men regelmatig een bloedneus heeft terwijl er niet wordt gepeuterd en altijd zachtjes wordt gesnoten.